# Rychta (potok)
Rychta (ukrajinsky Рихта ), potok v Žytomyrské oblasti na Ukrajině v povodí řeky Irša (ukrajinsky Ірша ), severně od Žytomyru.
Rychta pramení severně od vesnice Huta-Dobryň (ukrajinsky Гута-Добринь ) v jižním výběžku Korosteňského rajónu. Teče východním směrem a za vesnicí Syčivka (ukrajinsky Сичiвкa ) v Malynském rajónu se z levé strany vlévá do řeky Trostjanycja (ukrajinsky piчка Tрocтяниця ), pravobřežního přítoku řeky Irši.
V povodí potoka byla nalezena sídliště moustérienské kultury. V jílovito-písečných náplavech Rychty bylo nalezeno více než 12 000 předmětů této kultury, poměrně mělce uložených.